# Ubundu
Ubundu (dawniej: Ponthierville) – miasto w Demokratycznej Republice Konga, w prowincji Tshopo, nad rzeką Lualabą (górnym biegiem Konga). Działa tu port rzeczny i stacja kolejowa.